# Soudní soustava v Lichtenštejnsku
Ve vzestupném pořadí jsou lichtenštejnské soudy následující:
1. Regionální soud
2. Vyšší soud
3. Nejvyšší soud

## Soudy veřejného práva
1. Správní soud
2. Státní soud[2]

## Proces jmenování soudců
K výběru soudců slouží komise pro výběr soudců složená z 1 člena za každý parlamentní klub, ministra spravedlnosti a infrastruktury a ze zástupců knížete v počtu rovném tomu, jež poslal sněm. Předsedou komise je kníže, který má pouze rozhodující hlas. Jednání jsou neveřejná.
Konečné rozhodnutí o nominaci kandidáta na soudce závisí na sněmu, který může návrh komise zamítnout. Pokud se sněm s komisí neshodnou do 4 týdnů od zamítnutí kandidáta na soudce, navrhne sněm vlastního s tím, že musí být potvrzen v ceelostátním referendu. Do tohoto referenda mohou občané navrhovat další kandidáty dle čl. 64 Ústavy. Pro referenda s více než dvěma kandidáty se musí konat druhé hlasování dle čl. 113 odst. 2 Ústavy. Kandidát, který obdrží souhlas sněmu nebo občanů v referendu, bude knížetem jmenován soudcem.

## Nejvyšší soud
Nejvyšší soud Lichtenštejnska je jeho nejvyšším soudním orgánem. Lichtenštejnská ústava podřadila všechny soudy pod kontrolu Lichtenštejnska – dříve měl odvolací soud sídlo ve Vídni v Rakousku .
Nejvyšší soud je třetí a zároveň poslední instancí. Vykonává soudní moc v občanských i trestních věcech. V roce 2020 řešil více než 128 případů.
O většině věcí rozhoduje soud ve 2 senátech složených z předsedy a 4 nejvyšších soudců. Senáty, pokud nerozhodují, sestávají ze svého předsedy, jeho zástupce, 4 nejvyšších soudců a jejich náhradníků.

## Státní soud
Státní soud byl založen v roce 1921. Soud se skládá z předsedy a 4 soudců.
Podle článku 105 lichtenštejnské ústavy kníže jmenuje polovinu soudců a parlament jmenuje druhou polovinu.
Soud rozhoduje o otázkách ústavních práv; fyzické i právnické osoby se mohou domáhat rozhodnutí soudu. Soud taktéž posuzuje parlamentní zákony s možností zrušit je jakožto protiústavní. Iniciativa alespoň 100 občanů může požádat soud o přezkoumání zákona. Státní soud rovněž rozhoduje o kompetenčních sporech mezi správními a soudními orgány, jakož i o řízeních o impeachmentu  ministrů a o volebních sporech.